# 四百名
四百名，是臺灣宜蘭縣五結鄉的一個地名，位於該鄉中部偏東北。相較於今日行政區，其範圍大致為孝威村東北部。

## 歷史
台灣清治末期，四百名地區為一街庄，稱為「四百名庄」，隸屬於茅仔藔堡。該庄輪廓略呈L形，東隔羅東溪（今名冬山河）與頂清水庄為界，南與松仔腳庄為鄰，西邊為中二結庄，北邊為茅仔藔庄，東北邊為一百甲庄。
1901年（日明治三十四年）11月，該庄隸屬於宜蘭廳，編入第十四區。1905年（明治三十八年）7月，該區改名為「茅仔寮區」。1920年（大正九年），該庄改制為「四百名」大字，隸屬於臺北州羅東郡五結庄。
戰後五結庄改制為五結鄉，隸屬於臺北縣，大字亦改制為村。1950年10月，北、基、宜分治，五結鄉改隸屬於宜蘭縣。

## 聚落
本地區發展較早的聚落為四百名（下厝仔），在日治期初期的官方地圖上已有記載。此外，本地區尚有孝威聚落。

## 交通
縣道196號（五結路一段）是三星至下清水的道路，大致以西北西－東南東走向轉橫向蜿蜒經過四百名地區。由該道路向西北西經中二結東南部轉西南可前往中一結、頂五結、竹林（羅東市區北側）、歪子歪、尾塹、大洲、阿里史與紅柴林交界地帶、三星市區並止於省道台7丙線路口，向東可前往一百甲東南部並止於鄉道宜22線路口（五結防潮閘門西北側）。
鄉道宜23線（孝威路）是茅仔寮至利澤簡的道路，大致以北北東－南南西走向經過本地區西部邊界。由該道路向北北東轉東可前往茅子寮東部鄉道宜22線路口，向南南西可前往中一結與松子腳交界地帶、松子腳西南部、大埔並止於省道台7丙線路口。

## 學校
- 孝威國小